# Saint-Nicolas-des-Motets
Saint-Nicolas-des-Motets település Franciaországban, Indre-et-Loire megyében. Lakosainak száma 241 fő (2022. január 1.). Saint-Nicolas-des-Motets Saint-Cyr-du-Gault, Saint-Étienne-des-Guérets, Dame-Marie-les-Bois és Morand községekkel határos.

## Népesség
A település népessége az elmúlt években az alábbi módon változott:
| Lakosok száma | 165  | 193  | 189  | 246  | 267  | 270  | 261  | 247  | 243  | 241  |
|               | 1968 | 1982 | 1990 | 2006 | 2013 | 2015 | 2017 | 2019 | 2020 | 2022 |